# Kriyā Yoga
Il Kriyā Yoga (dal sanscrito kriya, «azione», e yoga, «unione») è una particolare forma di yoga, molto antica, che è stata reintrodotta in India da Lahiri Mahasaya nel XIX secolo, dopo che lui stesso l'aveva appresa dal guru Babaji Maharaj.

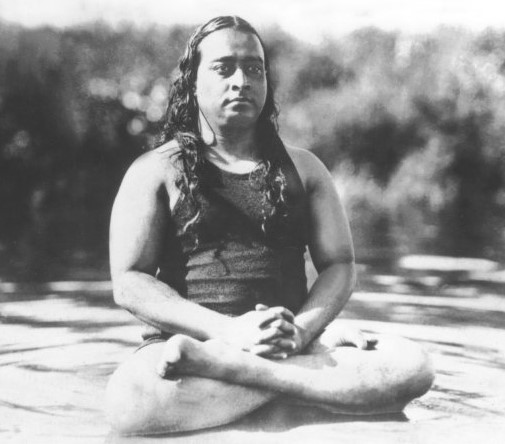
Paramahansa Yogananda nella posizione yoga della meditazione.

È stato poi reso popolare in Occidente da Paramahansa Yogananda (1893-1952), grazie al suo libro Autobiografia di uno Yogi. Si tratta di una tecnica basata sul controllo del respiro, che secondo i suoi promotori accelera l'evoluzione spirituale, e produce un profondo stato di serenità e di comunione col divino.
La preparazione e l'iniziazione al kriya yoga viene in genere effettuata presso un maestro o un ācārya da lui autorizzato, consentendo di entrare in contatto con la linea spirituale da lui ereditata.

## Storia

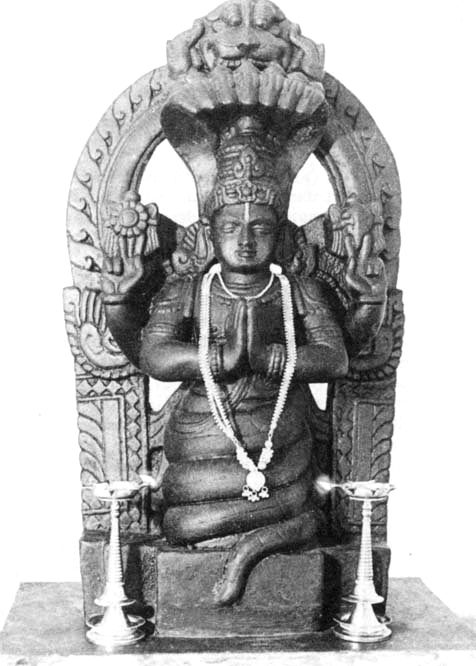
Statua di Patanjali in meditazione.

Tramandato in forma riservata per secoli, il kriya yoga consiste nella forma più elevata di raja yoga, cioè dello yoga classico descritto dal filosofo Patañjali nel testo Yoga Sūtra (II secolo a.C.), da costui definito la «Via Regale di unione con Dio» attraverso la meditazione.
Nel secondo capitolo del suo testo, intitolato Sādhana pāda («Pratica della disciplina spirituale»), Patañjali distingue due forme di yoga: appunto il kriya yoga («yoga dell'azione»), e l'ashtanga yoga («yoga degli otto arti»).
(Yoga Sūtra, cap. II, versi 1 e 2)
Secondo Yogananda, anche la Bhagavad Gita contiene la descrizione della tecnica del kriya yoga, alla quale si riferirebbe Krishna quando racconta di essere stato lui, in una precedente incarnazione, a comunicare il segreto dello yoga indistruttibile a un antico illuminato, Vivasvat, che a sua volta lo diede a Manu, il grande legislatore.
Andato perduto nel corso dei secoli, il kriya yoga sarebbe stato nuovamente disvelato nella seconda metà dell'Ottocento da un maestro dell'Himalaya ritenuto immortale, conosciuto con il nome di Babaji (che significa «padre»), il quale ne avrebbe messo a conoscenza il suo discepolo Lahiri Mahasaya:
(Babaj, cit. in Autobiografia di uno yogi, cap. 26)
Lahiri Mahasaya (Mahasaya dal significato di «grande mente»), al secolo Shri Shyamacharan Lahiri, che viveva a Varanasi, è stato così il primo guru indiano che ha iniziato a trasmettere questa disciplina spirituale a uomini e donne appartenenti a religioni, caste e ceti sociali diversi.
Nel corso degli anni i suoi discepoli hanno dato vita a due principali ramificazioni all'interno di questa tradizione: alla prima appartengono i maestri discendenti diretti del maestro Lahiri Charan Mahasaya, tra cui il suo pronipote Shibendu Lahiri, e alla seconda i discendenti da Swami Sri Yukteswar Giri (a sua volta discepolo dello stesso Mahasaya), tra cui Paramahansa Yogananda.

## Tecnica
(Paramahansa Yogananda, Autobiografia di uno yogi, cap. 26)

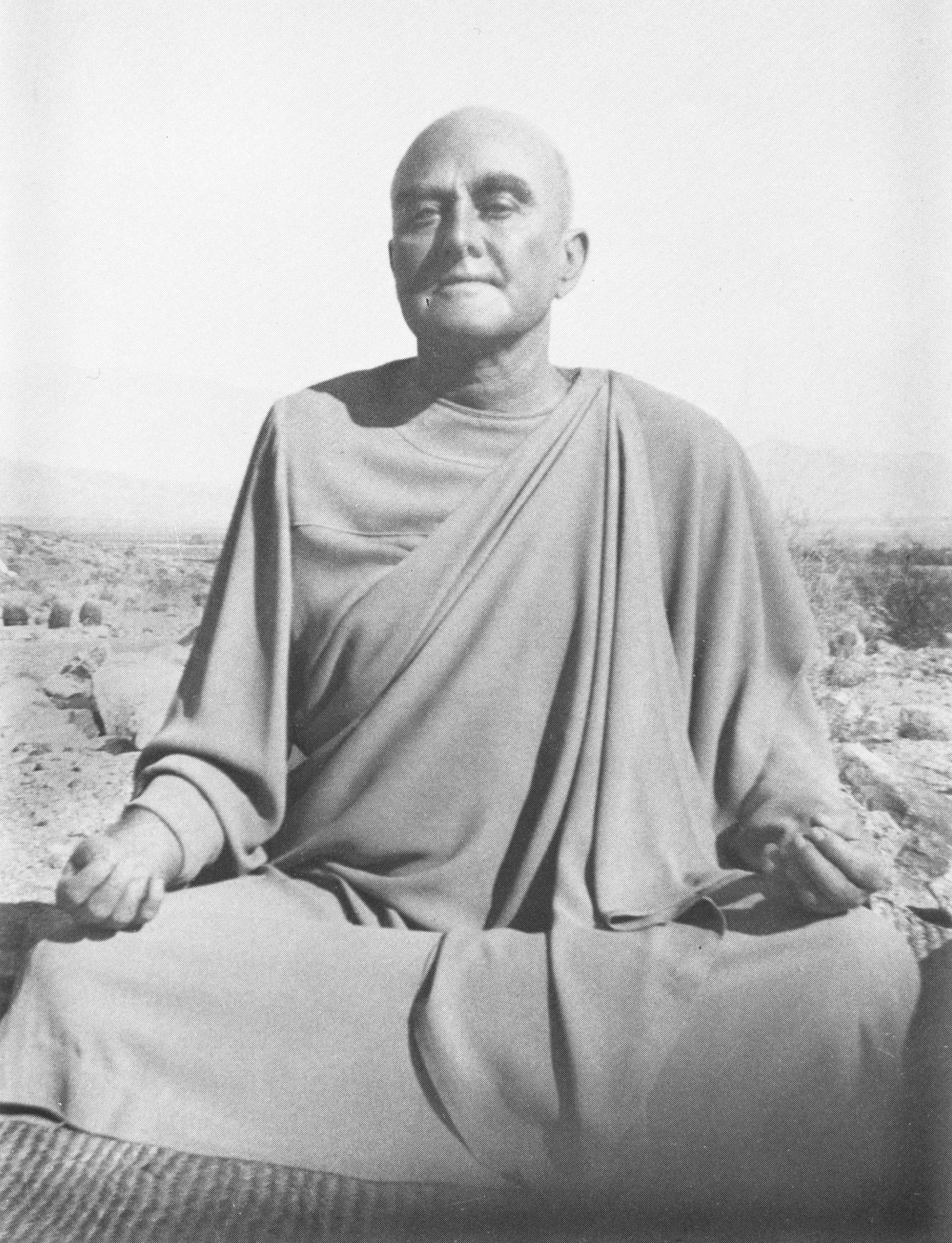
Rajarsi Janakananda, alias James J. Lynn, uno dei discepoli di Yogananda, in meditazione.

Nella sua Autobiografia di uno yogi Paramhansa Yogananda si limita a enunciare in linea generale gli effetti psico-fisici del kriya yoga, tramite cui il sangue si ricolmerebbe di ossigeno purificandosi dell'anidride carbonica; in tal modo diventa possibile liberare la propria energia vitale normalmente rivolta verso i sensi esteriori, dirigendola al proprio interno verso i sei plessi spinali.
(Paramhansa Yogananda, cit. da "Dio parla con Arjuna": estratto dalla Bhagavad Gita, Self-Realization Fellowship, 1995)
Lo yogi perviene così a rigenerare il corpo in maniera simile a quanto avviene durante il sonno, ma in maniera intenzionale e consapevole, al punto che anche solo mezzo minuto di pratica equivarrebbe ad un anno di crescita spirituale naturale.

## Scuole
Il kriya yoga, nella sua forma più pura e originale, richiedeva un rapporto personale tra guru e discepolo, ragione per la quale veniva insegnato in forma privata e segreta, tramandato esclusivamente per via orale.
Oggi è insegnato da maestri spirituali che cercano di rispettare la tradizione antica, o da varie organizzazioni sia in India che in Occidente, alcune di vero stampo religioso che hanno diffuso e stanno diffondendo il kriya yoga in forme e modi diversi, modificandone a volte le tecniche per vari motivi.
Uno dei discepoli diretti di Lahiri Mahasaya, il suo pronipote Shibendu Lahiri, nato nel 1939, insegna una forma di kriya yoga semplice e indipendente dalle scuole, che impartisce nei suoi viaggi periodici anche in Italia, seppur recependo l'influenza della dottrina dell'Advaita Vedānta, di Ramana Maharshi, e di Jiddu Krishnamurti.
Le organizzazioni divenute famose in Occidente fanno invece riferimento agli insegnamenti di Paramhansa Yogananda come la Self-Realization Fellowship e la Yogoda Satsanga Society, o altre fondate da ulteriori suoi discepoli tra i quali Nayaswami Kriyananda, fondatore del centro Ananda Assisi, e Roy Eugene Davis, che ha dato vita al Center for Spiritual Awareness.
Altre scuole sono il Centro Sadhana, fondato da Guido Da Todi, il Centro Kriya Yoga, basato sugli insegnamenti di Swami Shankarananda Giri, allievo di Swami Narayana (chiamato "Prabujee", a sua volta discepolo di Sri Yukteswar, da cui entrambi hanno ereditato il sistema dell'astrologia cosmica), il Centro Shanti Marga, l'Hamsa Yoga Sangh, la Scuola Valori Divini diretta da Madre Shaktiananda, e alcuni movimenti collegati a leggende di riapparizioni di Babaji nella seconda metà del Novecento.